# Pat Garrett
Pour les articles homonymes, voir Garrett.
Patrick Floyd Jarvis Garrett dit Pat Garrett, né le 5 juin 1850 à Cusseta (Alabama) et mort le 29 février 1908 à Las Cruces (Nouveau-Mexique), est un shérif américain du comté de Lincoln au Nouveau-Mexique (Lincoln County, New Mexico), surtout connu pour avoir abattu Billy the Kid en 1881 à Fort Sumner dans le comté de De Baca dans l'est du Nouveau-Mexique.

## Biographie
Fils d'un riche planteur de Louisiane, il fut successivement gardien de troupeaux, convoyeur de bétail, chasseurs de bisons et tenancier de saloon avant d'être nommé shérif du comté de Lincoln au Nouveau-Mexique le 2 novembre 1880. C'est cette année-là qu'il épouse Apolinaria Gutierrez avec qui il a 9 enfants.
Dès sa nomination, il n'a de cesse de pourchasser Billy the Kid qu'il finit par abattre à Fort Sumner le 14 juillet 1881 d'une balle dans le dos. Un doute sur l'identité du cadavre fit qu'il ne toucha pas la prime de 500 dollars de récompense et accrédita la thèse selon laquelle Billy the Kid aurait survécu à l'attaque.
Garrett a été assassiné en 1908 dans des circonstances non élucidées. À ce jour, l'identité du tueur n'a toujours pas été découverte et il existe plusieurs thèses quant à l'identité du meurtrier. Il repose au cimetière maçonnique de Las Cruces au Nouveau Mexique. Une stèle artisanale, érigée par son fils Jarvis, marque l'endroit de sa mort sur la route de Las Cruces à San Augustin Pass.
L'enquête officielle accusa Jesse Wayne Brazel comme meurtrier de Pat Garett, mais il fut acquitté le 4 mai 1909. Quatre autres suspects ont été proposés. La famille Garrett pense que Carl Adamson fut le véritable meurtrier, tandis que l'historien Leon Metz pense qu'il s'agit de W.W. Cox.

## Portrait dans les films
Figure de légende, Garrett a été maintes fois porté à l'écran tant au cinéma qu'à la télévision. Il fut ainsi représenté à l'écran par :

### Au cinéma
- Wallace Beery dans Billy the Kid (MGM, 1930)
- Tom Smith dans Billy the Kid Returns - Le Retour de Billy the Kid (1938)
- Thomas Mitchell dans Le Banni (United Artists, 1943)
- Charles Bickford dans Four Faces West (United Artists, 1948)
- Monte Hale dans Outcasts of the Trail (Republic, 1949)
- Robert Lowery dans J'ai tué Billy le Kid (I Shot Billy the Kid) (Lippert, 1950)
- Frank Wilcox dans The Kid from Texas - Un gosse du Texas (Universal-International, 1950)
- James Griffith dans The Law vs. Billy the Kid (Columbia, 1954)
- James Craig dans Last of the Desperados - Les derniers Desperados (Allied Artists, 1955)
- John Dehner dans  Le Gaucher (Warner Bros, 1957)
- Bob Duncan dans The Parson and the Outlaw (Columbia, 1957)
- George Montgomery dans Badman's Country (Warner Bros., 1958)
- Rod Cameron dans Le Pistole non discutono (1964)
- Fausto Tozzi dans El Hombre que mato a Billy el Nino - L'homme qui tua Billy the Kid (1967)
- Glenn Corbett dans Chisum (Warner Bros., 1970)
- Rod Cameron dans The Last Movie (Universal, 1971)
- James Coburn dans Pat Garrett et Billy le Kid (MGM, 1973)
- Patrick Wayne dans Young Guns (Fox, 1988)
- Duncan Regehr dans Gore Vidal's Billy the Kid (HBO Films, 1989)
- William Petersen dans Young Guns 2 (Fox, 1990)
- Michael Pare dans BloodRayne 2: Deliverance (2007)
- Bruce Greenwood dans I'm Not There (2007)[réf. nécessaire]
- Ethan Hawke dans The Kid (2018)
- Christopher Marrone dans Abraham Lincoln vs Zombies (2012)

### À la télévision
- Scott Douglas dans la série, Omnibus (NBC-TV, 1952, 1 épisode)
- Richard Travis dans la série télévisée, Stories of the Century (1954) (syndicated half-hour)
- Keith Richards dans la série télévisée, Buffalo Bill Jr. (1955, 1 épisode) (syndicated half-hour)
- Wayne Heffley dans la série télévisée: Colt.45 (1957, 1 épisode) ABC-TV séries,
- Rhodes Reason dans Bronco (1958, 1 épisode) ABC-TV séries
- Barry Sullivan (1960) dans la série NBC-TV  The Tall Man, co-starring Clu Gulager as Billy the Kid
- Allen Case dans le Au cœur du temps (The Time Tunnel) (1966, 1 épisode : épisode 22), ABC-TV séries,
- Joe Zimmerman dans la série TV documentaire, Unsolved History (2002, 1 épisode) et dans un documentaire Discovery Quest: Billy the Kid Unmasked (2004)
- Alex Roe dans la série télévisée Epix-MGM Billy The Kid (2022-2024)